# Minúscula 51
Minúscula 51 (en la numeración Gregory-Aland), δ 364 (Soden) es un manuscrito griego en minúsculas del Nuevo Testamento escrito en hojas de pergamino. Es datado paleográficamente en el siglo XIII. Antiguamente fue etiquetado como 51e en los Evangelios, 32a en los Hechos, y 38p en las epístolas paulinas. Tiene notas marginales.

## Descripción
El códice contiene el texto del Nuevo Testamento, excepto el libro de Apocalipsis, en 325 hojas de pergamino (tamaño de 30 cm por 22 cm) con un comentario. El texto está escrito en dos columnas por página, 28 líneas por página. El texto está rodeado por una catena.
El orden de los libros es inusual: Hechos, las epístolas paulinas, las epístolas generales y los Evangelios (como en el códice 234). Contiene tres lagunas (2 Pedro 3:2-17; Mateo 18:12-35; Marcos 2:8-3:4).
El texto está dividido de acuerdo a los κεφαλαια (capítulos), cuyos números se colocan al margen del texto, y los τιτλοι (títulos) en la parte superior de las páginas. El texto de los Evangelios tiene una división de acuerdo con las más pequeñas Secciones Amonianas, pero los Cánones de Eusebio están ausentes. En los Hechos y las Epístolas tiene el Aparato Eutaliano.
Contiene Prolegómenos al principio, tablas de los κεφαλαια (tablas de contenido) antes de cada libro sagrado, libros litúrgicos con hagiografías (synaxaria y Menologio), suscripciones al final de cada libro, y marcas de leccionario en el margen (para uso litúrgico).

## Texto
El texto griego de este códice es representativo del tipo textual bizantino. Según Scrivener tiene muchas lecturas inusuales. Hermann von Soden lo clasificó en la familia textual Kx. Kurt Aland no lo colocó en ninguna categoría. Según el Perfil del Método de Claremont, representa a la familia textual Kx en Lucas 1 y Lucas 20. En Lucas 10 ningún perfil fue hecho.

## Historia
El manuscrito fue fechado por Gregory en el siglo XII. Actualmente es datado por el INTF en el siglo XIII.
En 1636 William Laud presentó el manuscrito a la Bodleian Library.
Mill señaló parecido con el texto Complutense. Fue examinado por Mill (como Laud. 2), Bentley y Griesbach. Bentley lo utilizó como códice γ. C. R. Gregory lo vio en 1883.
Antiguamente fue etiquetado como 51e en los Evangelios, 32a en los Hechos, y 38p en las epístolas paulinas. Gregory (1908) le dio por ello el número 51.
En la actualidad se encuentra en la Bodleian Library (Laud. Gr. 31), en Oxford.

## Lectura adicional
- Franz Delitzsch (1871). Studien zur Entstehungsgeschichte der Polyglottenbibel des Cardinal Ximenes. Leipzig.

- Datos: Q1602643